# Xistrella acuteterminata
Xistrella acuteterminata är en insektsart som först beskrevs av Brunner von Wattenwyl 1893.  Xistrella acuteterminata ingår i släktet Xistrella och familjen torngräshoppor. Inga underarter finns listade i Catalogue of Life.